# Lục địa
Lục địa (tiếng Anh: continent) hay Đại lục là một mảng đất liền nằm trên bề mặt lớp vỏ Trái Đất, có nước vây quanh. Lục địa chiếm tổng diện tích khoảng hơn 148,647 triệu km² hay khoảng 29% diện tích bề mặt Trái Đất (510.065.600 km²). Trên thế giới có tất cả sáu lục địa, bao gồm Lục địa Á-Âu, lục địa Phi, lục địa Úc, lục địa Bắc Mỹ, lục địa Nam Mỹ và lục địa Nam Cực nhưng đây chỉ là cách phân chia tương đối và không mang tính tiêu chuẩn. Sự chuyển động của các lục địa, như va chạm và vỡ ra được giải thích bằng thuyết trôi dạt lục địa và đã trở thành một chủ đề nghiên cứu trong địa chất học.

## Định nghĩa
Lục địa (陸地) hay đại lục (大陸) là từ Hán Việt chỉ vùng đất liền rộng lớn, được bao bọc xung quanh bởi các biển và đại dương. Trong đó lục địa Á-Âu và lục địa Phi được gọi là cựu đại lục, còn lục địa Úc, Bắc Mỹ, Nam Mỹ và Nam Cực được gọi là tân đại lục. Hiện nay có một sự lộn xộn trong cách hiểu và dùng từ giữa lục địa và châu lục, trong khi lục địa là tổ hợp lớn về đất đai mang tính chất địa lý tự nhiên, thì châu lục lại được phân chia dựa trên các yếu tố chính trị, kinh tế, văn hóa và lịch sử; một châu lục bao gồm nhiều quốc gia với các phần diện tích nằm trong lục địa lẫn các đảo xung quanh. Ví dụ, lục địa Á-Âu được coi là một lục địa chung nhưng lại chia làm hai châu lục riêng biệt là châu Á và châu Âu; còn lục địa Bắc Mỹ và lục địa Nam Mỹ là hai lục địa riêng biệt nhưng lại được gộp làm một châu lục là Châu Mỹ. 
Sáu lục địa thường được phân chia dựa trên diện tích địa lý nên cũng tạo ra nhiều sự phân chia tùy tiện. Ví dụ, lục địa Úc có địa hình giống với đảo Greenland, nhưng lục địa Úc được xếp vào loại "lục địa nhỏ nhất" với diện tích 7,617,930km2 chứ không bị coi là hòn đảo; còn Greenland lại được coi là "hòn đảo lớn nhất" với diện tích 2,166,086km2 mà không được gọi là lục địa, lí giải cho sự phân chia này đến nay vẫn chưa được giải thích rõ ràng.

### Các cách hiểu về lục địa
Nghĩa hẹp của từ lục địa là một vùng đất liền liên tục, có các đường bờ biển và bất kỳ ranh giới nào tạo thành rìa của lục địa. Trong ngữ cảnh này, thuật ngữ lục địa châu Âu được dùng để ám chỉ phần đất liền của châu Âu, không bao gồm các đảo như Great Britain, Ireland, Malta và Iceland, và thuật ngữ lục địa châu Úc có thể đề cập đến phần đất liền của Úc, không bao gồm Tasmania và New Guinea. Tương tự, Hoa Kỳ lục địa bao gồm 48 tiểu bang liền kề ở trung Bắc Mỹ và có thể bao gồm Alaska ở tây bắc lục địa, không bao gồm Hawaii ở giữa Thái Bình Dương.
Về khía cạnh địa chất học hoặc địa lý tự nhiên, lục địa có thể kéo dài ra liên tục ra bên ngoài đường bờ biển đến khu vực nước nông gần kề (gọi là thềm lục địa) và các đảo trên thềm lục địa, vì chúng là một phần cấu trúc kéo dài của lục địa. Theo cách hiểu này, rìa của thềm lục địa là rìa thực sự của lục địa, do các đường bờ thay đổi khi mực nước biển dâng hay hạ. Trong ngữ cảnh này các đảo như Great Britain và Ireland là một phần của lục địa châu Âu, trong khi Úc và đảo New Guinea là cùng một lục địa.
Về khía cạnh văn hóa, khái niệm lục địa có thể vượt ra khỏi ranh giới thềm lục địa, bao gồm các đảo trong đại dương và các mảnh vỡ của luc địa. Theo cách hiểu này, Iceland được xem là một phần của lục địa châu Âu và Madagascar là một phần của lục địa châu Phi. Vượt ra ngoài khái niệm này, các nhà địa lý xếp mảng lục địa Á-Úc cùng với các quần đảo khác trong Thái Bình Dương thành một lục địa gọi là Oceania. Cách định nghĩa này chia toàn bộ phần đất trên bề mặt Trái Đất thành các lục địa hoặc bán lục địa.

### Số lục địa
Có nhiều cách phân biệt các lục địa như: (nguồn địa lý)
| Mô hình                                                                                           | Mô hình  | Mô hình  | Mô hình  | Mô hình | Mô hình | Mô hình | Mô hình      | Mô hình |
| ------------------------------------------------------------------------------------------------- | -------- | -------- | -------- | ------- | ------- | ------- | ------------ | ------- |
| Bản đồ màu thể hiện các lục địa khác nhau. Các khu vực mờ hơn thể hiện phân chia của các lục địa. |          |          |          |         |         |         |              |         |
| 4 lục địa                                                                                         | Á-Âu-Phi | Á-Âu-Phi | Á-Âu-Phi | Mỹ      | Mỹ      | Nam Cực | Úc           |         |
| 5 lục địa                                                                                         | Phi      | Á-Âu     | Á-Âu     | Mỹ      | Mỹ      | Nam Cực | Úc           |         |
| 6 lục địa                                                                                         | Phi      | Âu       | Á        | Mỹ      | Mỹ      | Nam Cực | Úc/Đại Dương |         |
| 6 lục địa                                                                                         | Phi      | Á-Âu     | Á-Âu     | Bắc Mỹ  | Nam Mỹ  | Nam Cực | Úc/Đại Dương |         |
| 7 lục địa                                                                                         | Phi      | Âu       | Á        | Bắc Mỹ  | Nam Mỹ  | Nam Cực | Úc/Đại Dương |         |

- Mô hình 7 lục địa được dùng ở Trung Quốc, Ấn Độ, một vài phần ở Tây Âu và hầu hết các nước nói tiếng Anh[cần dẫn nguồn], bao gồm cả Australia[19] và Anh[20].
- Mô hình 6 lục địa với Châu Á-Âu kết hợp được dùng ở Nga, Đông Âu, và Nhật Bản.
- Mô hình 6 lục địa với Châu Mỹ kết hợp được dùng ở Việt Nam, Pháp, các quốc gia từng chịu ảnh hưởng của Pháp, Ý, Bồ Đào Nha, Tây Ban Nha, các quốc gia nói tiếng Tây Ban Nha[21], Hy Lạp và các quốc gia thuộc Mỹ Latin.[12]

Thuật ngữ Châu Đại Dương hoặc Australasia để chỉ một vùng bao gồm lục địa Úc và các quần đảo trên Thái Bình Dương, trừ những đảo nằm gần lục địa Á hoặc Mỹ thì được gồm vào Châu Á và Châu Mỹ. Châu Đại Dương thường được dùng thay cho Châu Úc. Ví dụ, Atlas of Canada sử dụng Châu Đại Dương,.

## Đặc trưng địa chất
Đặc trưng của lục địa là có cấu trúc vỏ lục địa (quyển sial) với bề dày 20 – 70 km và có giới hạn dưới là ranh giới Moho. Lớp vỏ lục địa chủ yếu chứa các loại đá nhẹ như granit với tỷ trọng trung bình khoảng 2,7-2,8 g/cm³. Kiến tạo mảng là tiến trình địa chất chính trong việc gây ra chuyển động, va chạm và phân chia của các khối lục địa.